# Ernst Lissauer

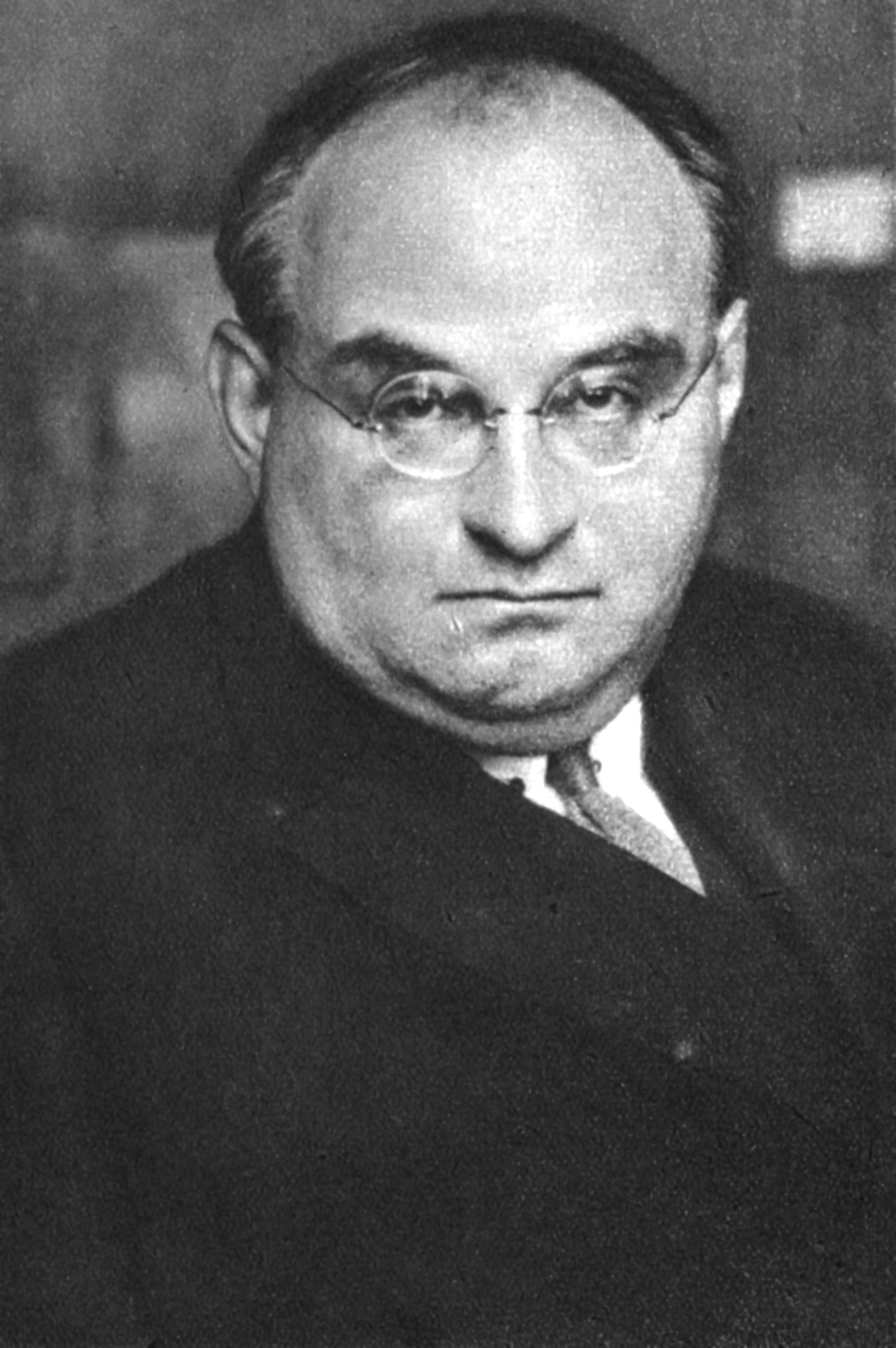
Ernst Lissauer (um 1932). Foto: Max Fenichel

Ernst Lissauer (geboren 10. Dezember 1882 in Berlin; gestorben 10. Dezember 1937 in Wien) war ein deutscher Dramatiker, Lyriker und Publizist. Zeitgenossen galt er als „der deutscheste aller jüdischen Dichter“ (Walter A. Berendsohn).

## Leben
Ernst Lissauer stammte aus einer alteingesessenen Berliner Fabrikantenfamilie und war der Sohn von Hugo Lissauer und dessen Ehefrau Zerline Friedeberger. Seine Vorfahren gehörten bei der Revolution von 1848 zur Berliner Bürgerwehr und waren Mitbegründer der Berliner Reformgemeinde. Diese Vereinigung setzte sich für die vollständige Anpassung an die deutsche Kultur ein und vertrat die damit einhergehende Enthebraisierung des Judentums. Lissauer wurde in diesem Sinne erzogen, lehnte aber als 15-Jähriger den Wunsch der Eltern ab, sich christlich taufen zu lassen. Er begründete dies anfänglich damit, er wolle den Glauben nicht um gesellschaftlicher Vorteile willen wechseln. Später meinte er, er hätte einen Wechsel als „Verrat am Judentum“ empfunden. Trotz dieses Festhaltens am jüdischen Glauben war Lissauer ein Kind der wilhelminischen Zeit und ein glühender preußisch-deutscher Patriot.
Nach dem Besuch des Friedrichswerderschen Gymnasiums in Berlin und einigen Semestern Literaturgeschichte an den Universitäten Leipzig und München kehrte Lissauer nach Berlin zurück und ließ sich dort als Literaturkritiker und freier Schriftsteller nieder. Der Verleger Eugen Diederichs berichtete, nachdem er die ersten Manuskripte Lissauers gelesen hatte, er habe „den größten deutschen Dichter der Gegenwart“ entdeckt.
Lissauer begeisterte sich für die preußische Geschichte, für Friedrich den Großen und die Befreiungskriege, was sich 1913 in dem Zyklus 1813 zu deren 100-Jahr-Feier ausdrückte. Sein Erstlingswerk Der Acker war 1907 erschienen. Weiter gab er die Zeitschrift Front heraus.
Für Stefan Zweig war Lissauer „der preußischste oder preußisch-assimilierteste Jude, den ich kannte“ und „der gutmütigste Mensch, den man sich denken konnte ... ein behäbiges Männchen, übersprudelnd vor Eifer und Selbstgefühl, sich überstotternd im Wort, besessen vom Gedicht und durch keine Gegenwehr abzuhalten, seine Verse immer wieder zu zitieren und zu rezitieren. Mit allen seinen Lächerlichkeiten musste man ihn doch lieb gewinnen, weil er warmherzig war, kameradschaftlich, ehrlich und von einer fast dämonischen Hingabe an seine Kunst.“

## „Haßgesang gegen England“
Ganz im Sinne vieler deutsch-jüdischer Vereine und seiner eigenen Überzeugung meldete sich Lissauer bei Ausbruch des Ersten Weltkrieges zum Kriegsdienst, wurde jedoch als untauglich ausgemustert. Daher versuchte er, mit anderen Mitteln „der Sache zu dienen“, und verfasste national gestimmte Gedichte wie den „Haßgesang gegen England“ (1914):
Ausschnitt:
Dich werden wir hassen mit langem Haß,

Wir werden nicht lassen von unserem Haß [...]

Drosselnder Haß von siebzig Millionen,

Sie lieben vereint, sie hassen vereint,

Sie alle haben nur einen Feind:

England!
Einzelne Verse wurden von der deutschen Kriegspropaganda aufgegriffen, erreichten eine enorme Popularität und brachten Lissauer schließlich die Verleihung des Roten Adlerordens durch den Kaiser ein.

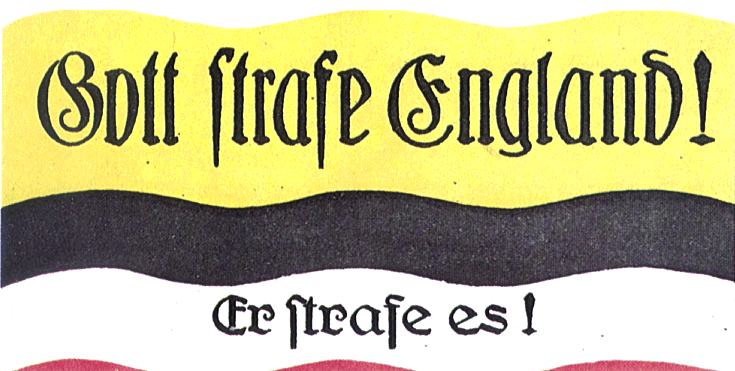
Postkarte aus dem Jahr 1916

Aus dem Hassgesang entstand während des Krieges ein Schlachtruf des deutschen Heeres – „Gott strafe England“. Eine eigene Grußformel entstand:
Grußformel: „Gott strafe England.“
Erwiderung des Grußes: „Er strafe es.“
Das Ende des Weltkrieges 1918 und die nachlassende nationale Euphorie wirkten sich negativ auf seine Karriere aus. Ihm wurde vorgeworfen, u. a. von Robert Bodanzky, den „Haßgesang“ nicht als patriotischen Text, sondern bewusst als Hetze und Kriegspropaganda verfasst zu haben.

## Nach dem Ersten Weltkrieg
Die Kritik an seiner Haltung nahm Lissauer jegliche Hoffnung auf weitere Anerkennung als Lyriker. Er distanzierte sich vom „Haßgesang gegen England“, wandte sich nun dem Drama zu und schrieb Werke über historische Persönlichkeiten, unter anderem über Thomas Münzer, sowie Essays und Aufsätze zur Dichtung. Er vermochte trotzdem nicht, an die alten Erfolge anzuknüpfen. Enttäuscht übersiedelte er 1924 nach Wien. Dort erschien 1936 sein letztes Werk Zeitenwende. Dieser lyrische Band trug autobiografische Züge, indem er Themen zum Deutschsein und dem Verlust der Identität als Ausgestoßener beschrieb.

## Werke (Auswahl)
- Der Acker (1907)
- Der Strom (1912)
- 1813. Ein Cyklus, Verlag Eugen Diederichs, Jena (1913)
- Gott strafe England (1916)
- Zeitenwende (1936)
- Flammen und Winde (1923)
- Eckermann, Drama (1921)
- Yorck, Drama (1921)
- Glück in Österreich. Bilder und Betrachtungen (1925)
- Die Steine reden (1936)

## Auszeichnungen
Am 27. Januar 1915 verlieh der preußische König und deutsche Kaiser Wilhelm II. Ernst Lissauer den Roten Adlerorden IV. Klasse mit der königlichen Krone. Die gleiche Auszeichnung erhielten die Kollegen Richard Dehmel, Rudolf Presber, Cäsar Flaischlen, Paul Warncke, Richard Nordhausen, Gustav Falke, Ferdinand Avenarius, Will Vesper, Walter Flex und Rudolf Alexander Schröder für ihre Kriegsdichtkunst.